# 安以軒
安 以軒（アン・イーシュアン、別称: アン・アン、1980年9月29日 - ）は台湾の女優。
2001年に芸能界入り。学園ドラマ等に出演した後、2003年の『アウトサイダー〜闘魚〜』のヒロイン役で人気女優となった。近年は中国の作品への出演が続き、時代劇でも活躍している。

## 来歴
2017年3月15日、新浪微博で結婚を発表。

## 主な出演作品
※ 邦題は括弧内に記した。

### テレビドラマ
- 橘子醤男孩（ママレード・ボーイ、2001年）
- 麻辣鮮師（明星★学園第2シリーズ、2003年）
- 麻辣高校生（2003年）
- 単身宿舍連環泡（ツルモク独身寮〜単身宿舍連環泡、2003年）
- 鬥魚（アウトサイダー〜闘魚〜、2003年）
- 追風少年（追風少年〜ワンダフル・ライフ〜、2003年）
- 中華英雄（中華英雄、2003年）
- 仙剣奇侠伝（2004年）
- 大漢天子3（2005年）
- 車神（2005年）
- 白袍之戀（白衣の恋、2005年）
- 超級男女（2006年）
- 雪山飛狐（雪山飛狐、2006年） - 苗若蘭 役
- 臥薪嘗胆（復讐の春秋 -臥薪嘗胆-、2006年） - 西施 役
- 愛情深呼吸（2006年） - 范麗莎 役
- 芸娘（2007年）
- 牛郎織女（2007年） - 織女 役
- 鎖清秋（2008年） - 杜蘭嫣 役
- 倚天屠龍記（2009年） - 趙敏 役
- 下一站,幸福（秋のコンチェルト、2009年） - 梁慕橙 役
- 後宮（王の後宮、2011年） - 邵春華 役
- 水滸伝（水滸伝 All Men Are Brothers、2011年） - 李師師 役
- 全民公主（僕たちのプリンセス、2013年） - 周曉瞳 役
- 上流俗女（とん♡だロマンス、2014年） - 王曼玲 役
- 解密（2016年） - 沈漁 役
- 半妖傾城 第一季（2016年） - 應蝶 役
- 御姐歸來（2017年） - 艾米爾 役
- 独孤天下（独孤伽羅〜皇后の願い〜、2018年） - 独孤般若 役

### 映画
- 風城（2003年）- 沈依莉 役
- 中国功夫少女組（2003年） - 黃依依 役
- 五月之恋（五月の恋、2004年）
- 喋血孤城（2010年） - 婉清 役
- 非誠勿擾2（狙った恋の落とし方。2、2010年）2011日本・中国映画週間で上映 - 軒軒 役
- 忠烈楊家將（楊家将〜烈士七兄弟の伝説〜、2013年） - 柴郡主 役
- 控城計（控制/コントロール、2013年）